# Filogelos
Filogelos (starořecky Φιλόγελως, tedy „milovník smíchu“) je nejstarší dochovanou sbírkou vtipů. Byla sepsána ve starořečtině a její vznik je datován do 4. či 5. století našeho letopočtu.

## Historie
Nejspíš se nejedná o historicky první knihu tohoto žánru. Existenci sbírek vtipů zmiňuje například již Plautus ve 2. století před naším letopočtem. Za pisatele knihy Filogelos bývá považován buď neoplatónský filosof Hierocles či jinak neznámý gramatik Filagrios, popřípadě oba dva. Pravděpodobně se však nejednalo o autory vtipů, nýbrž jejich sběratele a editory. Narativy vznikaly nezávisle v různé době a před zapsáním kolovaly v orální transmisi. Jejich obsah odráží odlišná časová období a v některých případech i konkrétní historické události.
Pod názvem Filogelos se dochovalo více různých rukopisů s odlišnými kolekcemi vtipů. Nejobsáhlejší rukopis je z 11. století našeho letopočtu a obsahuje 260 anekdot, z nichž některé se dokonce vyskytují ve dvou téměř identických variantách. Tištěné edice byly sestavovány jako kompiláty z více zdrojů. První moderní překlad knihy byl do latiny a byl dokončen v roce 1605. V průběhu 17. a 18. století vznikly i německé a francouzské jazykové mutace. V elektronické verzi vyšel kompletní překlad do moderní angličtiny od profesora Wiliama Berga.

## Náměty
Téměř polovina zahrnutých anekdot se vztahuje ke „scholastikovi“. Tento termín bývá překládán jako „profesor“ či „tupý student“, avšak M. Andreassi se domnívá, že nejde o tak úzce vymezenou postavu, ale o univerzálního protagonistu. V tomto duchu překládá Baldwin „scholastika“ jako „egghead“ (pejorativní označení pro intelektuála). Další anekdoty cílí na obyvatele měst Abdéry, Kymé a Sidón, kteří jsou v rámci etnických stereotypů pro svůj původ vykresleni jako hlupáci. Vysmívány jsou i osoby nevalného charakteru: lakomci, žrouti, opilci, závistivci. Wiliam Berg tyto postavy přirovnává k ustáleným typům v antické komedii. Několik vtipů je dedikováno mužům s kýlou nebo osobám, kterým páchne z úst.
Sbírka obsahuje 265 vtipů, avšak pouze dva z nich jsou primárně o ženách (ač se ženy objevují v některých zápletkách jako vedlejší postavy). V několika anekdotách vystupuje postava „misogynního muže“. Dále sbírka neobsahuje žádné homosexuální téma. Mary Beard upozorňuje, že krom univerzálních stereotypů mnoho vtipů tematizuje koncept identity ve specifickém prostředí antického světa.

## Forma
Komický prvek je často založen na analogii, absurditě či hře se slovy. Ač sbírka obsahuje dobové reálie jako veřejné lázně, otroky a eunuchy, jen minimum vtipů vyžaduje v současnosti výklad pro pochopení pointy a některé narativy byly v téměř nezměněné podobě zaznamenány ještě na konci 20. století.
Vtip ve sbírce není nositelem morálního či filosofického sdělení, ani nebyl ověnčen výraznější estetickou kvalitou. Texty jsou velice krátké a zápletky nejsou nijak dále komplikovány, což by mohlo poukazovat na minimální změny oproti ústně šířenému originálu.

## Ukázka
Scholastikos náhodou natrefil na svého rodinného lékaře. Na to se urychleně schoval za rohem, aby zůstal nepovšimnut.
Jeho přítel se zeptal, proč tak činí.
„Je to už tak dávno, co jsem byl naposledy nemocný. Stud mi nedovolí přijít mu na oči takhle zdráv!“ vysvětlil.

## Moderní reference
Ve sbírce Filogelos se nachází anekdota, kterou média označila za předobraz slavnému skeči „Dead Parrot“ (mrtvý papoušek) britské komediální skupiny Monty Python.
V roce 2008 některé texty z knihy Filogelos zapojil do svého vystoupení britský stand-up komik Jim Bowen, aby dokázal, že se jedná o vtipy srozumitelné i v 21. století.